# Посёлок отделения-4 совхоза «Павлищево»
Посёлок отделения-4 совхоза «Павлищево» — посёлок сельского типа в сельском поселении Клементьевское Можайского района Московской области. До реформы 2006 года относилась к Павлищевскому сельскому округу.
Посёлок расположен на северо-востоке района, примерно в 11 км к северу от Можайска, на безлесной возвышенности, высота над уровнем моря 229 м. Ближайшие населённые пункты — Клементьево, Новосёлки, Топорово, Ратчино.

## Население
| 2002 | 2006 | 2010 |
| ---- | ---- | ---- |
| 5    | ↗18  | ↘10  |